# Ghenadie Orbu
Ghenadie Orbu (Chișinău, 8 luglio 1982) è un ex calciatore moldavo, di ruolo attaccante.

## Palmarès

### Competizioni nazionali
- Campionato moldavo: 1

Dacia Chișinău: 2010-2011
- Supercoppa di Moldavia: 1

Dacia Chișinău: 2011